# Nieves González Barrio
Pour les articles homonymes, voir González et Barrio.
Nieves González Barrio, née à Minas de Riotinto, dans la province de Huelva, en 1884, et morte à Madrid en 1961, est une pédiatre féministe espagnole.

## Biographie
Elle passe une partie de sa jeunesse à Vegacervera, dans la province de León. 
Elle est l'une des pionnières de la pédiatrie en Espagne et participe au cours de sa carrière à des échanges avec les établissements hospitaliers américains à la Mayo Clinic de Rochester (Minnesota) et à New York. 
En 1917, après son parcours universitaire, elle est nommée, sans le solliciter, au Maroc, comme médecin du harem personnel du calife Mohammed Mehedi Uld Ben Ismael, mais quitte cet emploi après quelques mois. En 1918, elle revient en Espagne en tant que professeure à l'Instituto Rubio de Madrid. 
Elle participe également au projet féministe universitaire de la Residencia de Señoritas et est l'une des fondatrices du Lyceum Club Femenino, à Madrid, université dédiée aux femmes. 
Entre 1926 et 1931, elle est professeure à l'École nationale de Puériculture (en espagnol : Escuela Nacional de Puericultura), premier établissement spécialisé dans cette discipline en Espagne. 
En 1934, sous la République, tout en restant professeure, elle anime un programme de vulgarisation sanitaire à Union Radio, à Madrid.    

« ¿Mi opinión sobre el feminismo? Creo que la mujer tiene tanto derecho como el hombre a ser feliz y la felicidad puede encontrarse en el trabajo y la salud, que viene a ser su consecuencia. »

— Nieves González Barrio dans la revue Blanco y Negro en 1935.
La guerre d'Espagne, puis l'arrivée au pouvoir de Franco en 1939, mettent à mal ses activités. Elle ouvre alors un cabinet privé dans la calle Velázquez, dans le quartier de Salamanca de Madrid, jusqu'à son décès en 1961 sous l'Espagne franquiste.  

## Postérité
- Une exposition virtuelle de la faculté de médecine de l'université Complutense de Madrid est dédiée à Nieves González Barrio[11].